# سنگ‌نبشته کوکورا

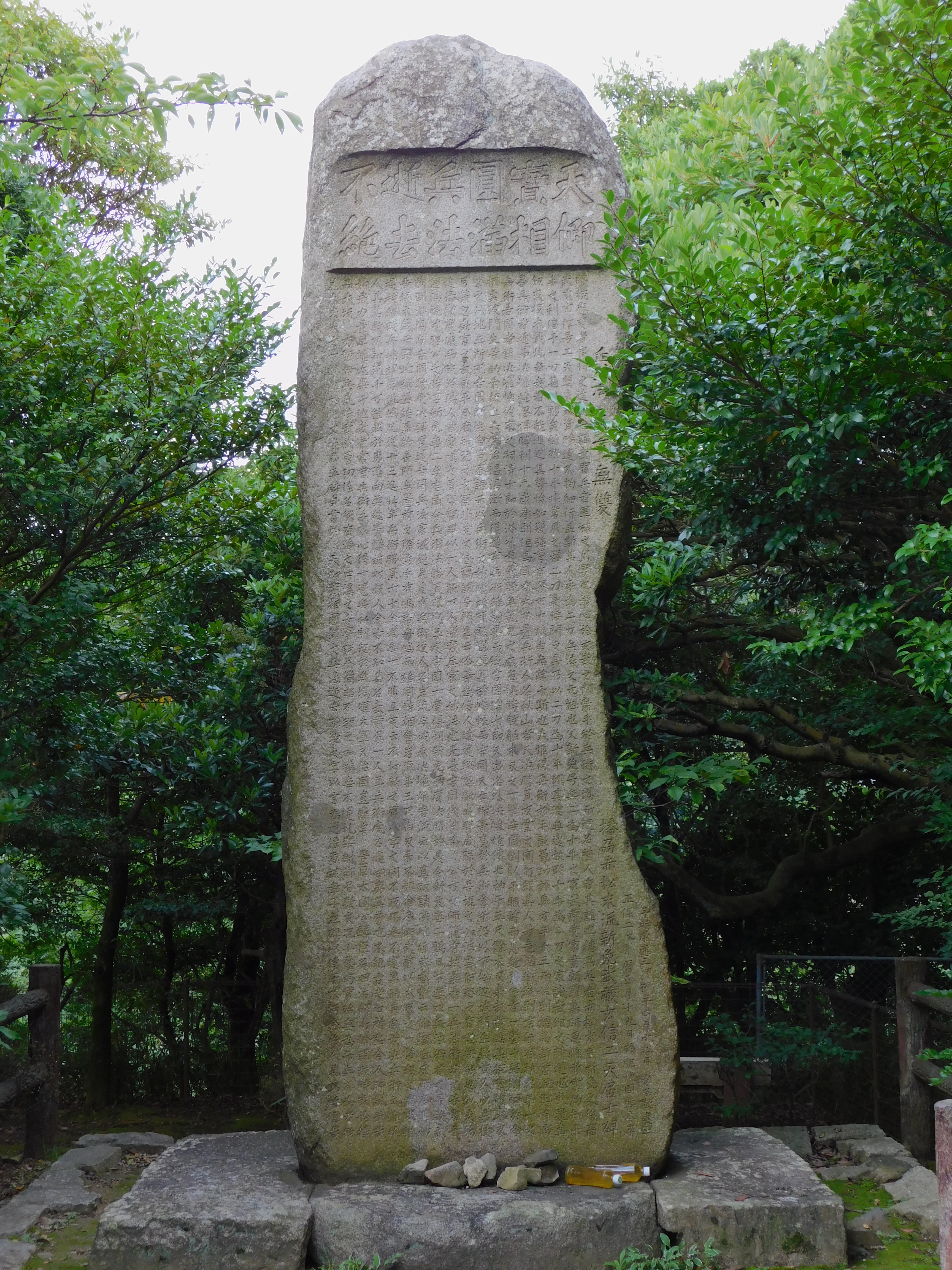
سنگ‌نبشته کوکورا

سنگ‌نبشته کوکورا (به ژاپنی: 小倉碑文（こくらひぶん) یا بنای یادبود کوکورا; بنای یادبود حک شده در سنگ طبیعی، که توسط پسر خوانده میاموتو موساشی، میاموتو ایوری، در قله کوه تاموکه در قلمرو کوکورا، ولایت بوزن در سال ۱۶۵۴ است که برای سوگواری جسد موساشی برپا شد. معمولاً به عنوان «بنای یادبود کوکورا» شناخته می‌شود.
این بنای تاریخی توسط ایوری میاموتو، پسر خوانده میاموتو موساشی، نه سال پس از مرگ پدر خوانده‌اش ساخته شده است و از بیش از ۱۱۰۰ نویسه چینی تشکیل شده است. در میان دوئل‌های میاموتو موساشی که بارها به آن اشاره شده است، مشخص‌ترین مبارزه او با کوجیرو ساساکی است.